# Њу Јунион (Тенеси)
Њу Јунион (енгл. New Union) насељено је место без административног статуса у америчкој савезној држави Тенеси.

## Демографија
По попису из 2010. године број становника је 1.431.
| Група             | 2000.    | 2010.         |
| Белци             | 0 (0,0%) | 1.352 (94,5%) |
| Афроамериканци    | 0 (0,0%) | 25 (1,7%)     |
| Азијати           | 0 (0,0%) | 12 (0,8%)     |
| Хиспаноамериканци | 0 (0,0%) | 22 (1,5%)     |
| Укупно            | 0        | 1.431         |